# ليان إدواردز
ليان إدواردز (بالإنجليزية: Liane Edwards)‏ هي عازفة بيانو أمريكية، ولدت في 1969.